# John Wick: Chapter 4
John Wick: Chapter 4 (bra: John Wick 4: Baba Yaga; prt: John Wick: Capítulo 4) é um filme de suspense, ação, neo-noir americano que é uma sequência direta de John Wick: Chapter 3 – Parabellum (2019), sendo o quarto filme da franquia John Wick. Dirigido por Chad Stahelski, com roteiro co-escrito por Shay Hatten e Michael Finch, e baseado em personagens criados por Derek Kolstad, é produzido por Stahelski, Basil Iwanyk e Erica Lee. Estrelando Keanu Reeves retornando como John Wick, o filme é produzido pela Thunder Road Pictures e 87North Productions.
Distribuído pela Lionsgate, o filme foi lançado nos Estados Unidos em 24 de Março de 2023. Originalmente programado para ser lançado em 21 de Maio de 2021, o filme foi adiado devido à pandemia do COVID-19 e parcialmente devido aos compromissos de Keanu Reeves com The Matrix Resurrections (2021). O filme foi bem recebido pela crítica e pelo público, se tornando o maior sucesso de bilheteria da franquia.

## Sinopse
John Wick descobre um caminho para derrotar a Alta Cúpula. Mas antes que ele possa ganhar sua liberdade, Sr. Wick deve enfrentar um novo inimigo com poderosas alianças em todo o mundo e forças que transformam velhos amigos em inimigos.

## Elenco
- Keanu Reeves como John Wick: Um assassino profissional que ganhou reputação lendária por seu conjunto de habilidades que agora é caçado pela Alta Cúpula.
- Donnie Yen como Caine: Um assassino cego e membro da Alta Cúpula, e ex-aliado de John Wick.
- Bill Skarsgård como Marquês de Gramont: Um membro da Alta Cúpula cuja posição é desafiada por John Wick.[11][12]
- Laurence Fishburne como The Bowery King: Um senhor do crime clandestino que une forças com John Wick para acabar com a Alta Cúpula.[13]
- Hiroyuki Sanada como Shimazu: O gerente do Hotel Continental de Osaka e um velho amigo de John Wick.
- Shamier Anderson como como O Rastreador / Sr. Ninguém: Um caçador de recompensas perseguindo Wick.
- Lance Reddick como Charon: O concierge do Hotel Continental em Nova York.[14]
- Rina Sawayama como Akira: Filha de Shimazu e concierge do  Hotel Continental em Osaka.
- Scott Adkins como Killa: O chefe da Cúpula alemã.
- Clancy Brown como O Anunciador: Um agente de alto escalão da Alta Cúpula.
- Ian McShane como Winston: O gerente do Hotel Continental de Nova York.[15]
- Natalia Tena como Katia: A líder da família de John Wick.
- Marko Zaror como Chidi: O braço direito do Marquês de Gramont.
- George Georgiou como O Ancião: O único homem do mundo acima da Alta Cúpula. Georgiou interpreta um personagem diferente daquele interpretado por Saïd Taghmaoui em John Wick 3: Parabellum.[16]

## Produção

### Desenvolvimento
Em 20 de Maio de 2019, após o lançamento de John Wick: Chapter 3 – Parabellum (2019), a Lionsgate anunciou que um quarto filme já estava em andamento. Os fãs que estavam recebendo atualizações de texto "John Wick" da Lionsgate receberam as notícias da sequência na segunda-feira: "Você serviu. Você será útil. John Wick: Chapter 4 está chegando - 21 de Maio de 2021", anunciando não apenas o filme, mas sua data de lançamento.
Antes do lançamento do terceiro filme, o diretor Chad Stahelski confirmou em um tópico do Reddit "AMA" que havia discussão para outro filme, e que ele estaria envolvido com o projeto se o trio fosse bem sucedido. Apesar desse anúncio na época, não foi confirmado se a estrela Keanu Reeves retornaria para um novo filme. No entanto, ele disse à GQ que continuaria o papel enquanto o público quisesse, dizendo: "Até onde minhas pernas puderem me levar, até onde o público quiser ir."
Stahelski mais tarde falando sobre o quarto filme em uma entrevista ao IndieWire dizendo que Wick não terminaria o quarto filme em "um final feliz", dizendo: "John pode sobreviver a toda essa merda, mas no final, não há final feliz. Ele não tem para onde ir. Honestamente, eu desafio você agora, aqui está uma pergunta para você: como você quer que eu acabe com isso? Você acha que ele vai cavalgar para o pôr do sol? Ele matou 300 pessoas e está indo para (ir embora), está tudo bem? Ele só vai se apaixonar por um interesse amoroso? Se você é esse cara, se esse cara realmente existe, como o dia desse cara vai acabar? Ele está fodido pelo resto da sua vida. É apenas uma questão de tempo." Além disso, Stahelski provocou o destino de Winston no quarto filme, dizendo: "Ele pretendia matá-lo. Ele pretendia matá-lo? interpretação, você pode tomar uma de duas maneiras, e é aí que pegamos algumas das perguntas não respondidas em John Wick 4.", O estúdio optou por deixar o criador da série Derek Kolstad e, em vez disso, contratou Shay Hatten para escrever o roteiro em Maio de 2020. Em Março de 2021, os deveres de roteiro foram passados para o roteirista de Predators (2010), Michael Finch.
Em 1º de Maio de 2020, o IndieWire revelou que o quarto filme havia sido adiado para uma data de lançamento em Maio de 2022 após a pandemia do COVID-19 e os compromissos de Reeves com The Matrix Resurrections (2021), que estava programado para ser lançado na mesma janela de data original com John Wick 4. "Matrix 4 tinha apenas quatro semanas quando tudo isso aconteceu a produção de Matrix 4 foi interrompida", disse Chad Stahelski, "Então, Keanu precisa terminar seu compromisso com Matrix, que é um grande negócio e que eu acho que provavelmente vai levá-lo até o final do ano. Então temos que entrar em nosso modo de preparação e então vamos começar. Então, datas de lançamento... quem sabe agora."
Quando o quarto filme foi anunciado, Keanu Reeves teria começado seu curso de treinamento para John Wick 4 e The Matrix Resurrections (2021).

### Pré-produção
No início de Agosto de 2020, o CEO da Lionsgate, Jon Feltheimer, declarou durante uma teleconferência: "Também estamos ocupados preparando roteiros para os próximos dois filmes de nossa franquia de ação John Wick, com John Wick 4 programado para chegar aos cinemas no fim de semana do Memorial Day de 2022. Esperamos para filmar John Wick 4 e 5 quando Keanu estiver disponível no início do próximo ano."
Em Maio de 2021, foi anunciado que Rina Sawayama faria sua estreia no cinema em John Wick: Chapter 4. No mês seguinte, Laurence Fishburne, Hiroyuki Sanada, Donnie Yen, Bill Skarsgård, Shamier Anderson, e Scott Adkins foram escalados para o filme. Sanada foi inicialmente a escolha para interprertar o vilão Zero em John Wick: Chapter 3 – Parabellum (2019), mas desistiu para participar em Avengers: Endgame (2019), Em Julho de 2021, Lance Reddick foi confirmado para reprisar seu papel como Charon, e Ian McShane foi confirmado para reprisar seu papel como Winston. Clancy Brown se juntou ao elenco em Agosto.

### Filmagens
A produção começou em 28 de Junho de 2021, em Berlim e Paris, durante a pandemia do COVID-19, com filmagens adicionais no Japão e na cidade de Nova Iorque. Em Outubro de 2021, as filmagens principais foi oficialmente encerradas, após o fim das filmagens o ator Shamier Anderson confirmou em seu Instagram que o quarto filme teria o subtítulo Hagakure.

## Lançamento
A Lionsgate anunciou oficialmente o filme durante a semana de estreia de Parabellum, com data de lançamento prevista para 21 de Maio de 2021. A data de lançamento do filme foi adiada para 27 de Maio de 2022 devido à pandemia do COVID-19, John Wick: Chapter 4 foi lançado em 24 de março de 2023.
Durante a San Diego Comic Con 2022 o primeiro trailer do Capítulo 4 foi apresentado ao público.

## Recepção
No site agregador de resenhas Rotten Tomatoes, o filme tem um índice de aprovação de 94% (baseado em 342 críticas), com uma nota média de 8,2/10. O consenso do site foi: "John Wick: Chapter 4 acumula mais de tudo — e sugere que, quando se trata de um Keanu Reeves bem vestido despachando seus inimigos em um estilo letalmente balístico, nada nunca é demais". Já no site Metacritic, que dá uma avalição média, deu uma nota ao filme de 78 (de 100), baseado em 58 críticas profissionais, indicando "resenhas majoritariamente favoráveis".

## Futuro
Keanu Reeves afirmou que continuará fazendo sequências, desde que os filmes sejam bem sucedidos. A Lionsgate pretendia filmar o quarto e o quinto filmes consecutivos, mas desistiu desses planos em Março de 2021. Em maio de 2023, o presidente da Lionsgate, Joe Drake, anunciou aos acionistas da empresa que o desenvolvimento de um quinto filme estava em andamento.